# Amphialos (Sohn des Neoptolemos)
Amphialos (altgriechisch Ἀμφίαλος Amphíalos) ist eine Person der griechischen Mythologie.
Er erscheint in den Fabulae des Mythographen Hyginus als einziger Sohn des Neoptolemos und der Andromache.